# Акутихинский сельсовет
Акутихинский сельсовет — муниципальное образование со статусом сельского поселения и административно-территориальное образование в Быстроистокском районе Алтайского края России. Административный центр — село Акутиха.

## История
В октябре 2010 года по итогам референдума, прошедшего 10 октября 2010 года в состав сельсовета вошёл Солдатовский сельсовет, входивший в Петропавловский район.

## Население
| 1997  | 1998  | 1999  | 2000  | 2001  | 2002  |
| ----- | ----- | ----- | ----- | ----- | ----- |
| 1509  | ↘1456 | ↘1429 | ↗1431 | ↗1488 | ↘1394 |
| 2003  | 2004  | 2005  | 2006  | 2007  | 2008  |
| ↗1444 | ↘1328 | ↘1294 | ↘1254 | ↘1220 | ↘1198 |
| 2009  | 2010  | 2011  | 2012  | 2013  | 2014  |
| ↘1174 | ↘1112 | ↘1106 | ↗1204 | ↘1179 | ↘1134 |
| 2015  | 2016  | 2017  | 2018  | 2019  | 2020  |
| ↘1094 | ↘1048 | ↘1026 | ↘1002 | ↘964  | ↘960  |
| 2021  |       |       |       |       |       |
| ↘940  |       |       |       |       |       |

По результатам Всероссийской переписи населения 2010 года, численность населения муниципального образования составила 1112 человек, в том числе 527 мужчин и 585 женщин. Оценка Росстата на 1 января 2012 года — 1204 человека.

## Населённые пункты
В сельское поселение входят два села и дачный посёлок:
- село Акутиха - 1063[13]
- село Солдатово - 116[13]
- дачный посёлок Талица, 7 км к востоку от Акутихи - постоянного населения не имеет, в летнее время - около 90 человек (в основном жители г. Бийск).